# ジャンボ秀克
ジャンボ 秀克（ジャンボ ひでかつ、1951年〈昭和26年〉6月12日 - 2014年〈平成26年〉4月8日）は、日本のタレント・ラジオパーソナリティ・フリーアナウンサーである。A型。本名は佐々木 秀克（ささき ひでかつ）。個人事務所であるジャンボプロダクションを経て、フロムサウンズに所属。

## 経歴
北海道虻田郡豊浦町出身。中学生の頃、テレビの歌謡番組で司会を務めていた玉置宏や高橋圭三に憧れ、高校・大学（北海学園大学）ではいずれも放送部に所属。
卒業後、HBCのアナウンサー試験を受験したが、最終選考で不合格（当時の合格者は桜井宏、田中徳志郎）。STVの試験も受けていたがこちらは1次選考で不合格となった。その後、改めてHBCラジオのパーソナリティ・オーディションを受けて合格。大学在学中の1973年にケロコ伊藤（現：マダムケロコ）との番組「ジャンボミュージックナイター・ジャンボ&ケロコのHBCベスト100マラソンランキング」（ナイターオフ期 月～金曜18:45 - 20:00など）でパーソナリティデビュー。マイクネームは当時体重100kg超の巨体だったことからHBCの鈴木ディレクターが命名した。毎回番組終盤にノンストップで100位から1位までランキングを読み上げるのが番組名物にもなった。10年間担当したこの番組がきっかけで、この当時アルフィーやチェッカーズとも親交があったという。「パック2」（HBCテレビ）など、北海道ローカルの情報番組ではレポーターとしても活躍した。
HBCとの契約満了後も北海道内を中心としてテレビ・ラジオに数多く出演し、札幌市東区の「さっぽろ村ラジオ」や小樽市の「FMおたる」等、コミュニティFMでも番組を担当していた。司会者としても歌謡ショーやコンサート、各種イベントで活躍したほか、母校である北海学園大学での卒業式の司会を毎年務めていた。北海道のフリーアナウンサーの草分けといえる存在で、ジャンボプロダクション出身の石井雅子をはじめ、地元の多くのローカルタレントの世話をしていた。2011年4月から2014年3月まで札幌学院大学社会情報学部非常勤講師・同社会連携センター講師（メディアコミュニケーション論）。
2014年4月8日午前11時半ごろ、北海道札幌市南区常盤の路上で仰向けで倒れているのが見つかり、ドクターヘリで緊急搬送されたが、搬送先の病院で死亡が確認された。62歳没。札幌南警察署は、死因を急性心臓死と断定した。
死去翌日の2014年4月9日に放送されたHBCラジオのワイド番組「山ちゃん美香の朝ドキッ!」「カーナビラジオ午後一番!」で、追悼特集が組まれた。2014年12月30日の15時からHBCラジオで追悼特番「ラジオに恋したパーソナリティ〜ジャンボ秀克さんを偲んで」が放送された。

## 出演番組

### テレビ
- パック2（HBCテレビ）
- ザ・ベストテン（TBSテレビ、北海道地区追っかけマン）
- のりゆきのトークDE北海道（UHB、コメンテーター）
- さあ!トークだよ（UHB、コメンテーター）

### ラジオ
- ジャンボミュージックナイター・ジャンボ&ケロコのHBCベスト100マラソンランキング（HBCラジオ）[1]
- SONYスタジオメイツ（HBCラジオ）本名で出演
- ジャンボの夜をまるかじり（HBCラジオ）
- ジャンボのノン・ストップJ盤アワー（HBCラジオ）
- ジャンボがお相手 いきいきいい朝（HBCラジオ）[1]
- サンデープラザ・イトーヨーカドーからこんにちは（HBCラジオ）[1]
- サウンドストライク（HBCラジオ）
- ジャンボ秀克軍団のa・ヨイショ!（HBCラジオ）
- ジャンボのお昼の歌謡曲（HBCラジオ）
- 松永俊之の土曜花盛り（HBCラジオ）
- ドンジャン今夜も勇み足（HBCラジオ）
- DONと赤城のおぢさんツインカム!(HBCラジオ)
- 一平・ジャンボのRadio JIJI!（HBCラジオ）
- ジャンボの歌謡曲だよ!人生は!!（FMおたる他）

### CM
- 卸売スーパー（テレビCM） - ジャンボの死後もCMナレーションは2014年10月末まで継続使用された。